# Districtul Tham Phannara
Tham Phannara (în thailandeză ถ้ำพรรณรา) este un district (Amphoe) din provincia Nakhon Si Thammarat, Thailanda, cu o populație de 17.315 locuitori și o suprafață de 169,1 km².

## Componență
Districtul este subdivizat în 3 subdistricte (tambon), care sunt subdivizate în 29 de sate (muban).
| Nr. | Nume          | În thailandeză | Sate | Locuitori |  |
| --- | ------------- | -------------- | ---- | --------- |  |
| 1.  | Tham Phannara | ถ้ำพรรณรา       | 10   | 7,119     |  |
| 2.  | Khlong Se     | คลองเส         | 8    | 3,977     |  |
| 3.  | Dusit         | ดุสิต            | 11   | 6,219     |  |

|| 
|}